# Tommy Shelby

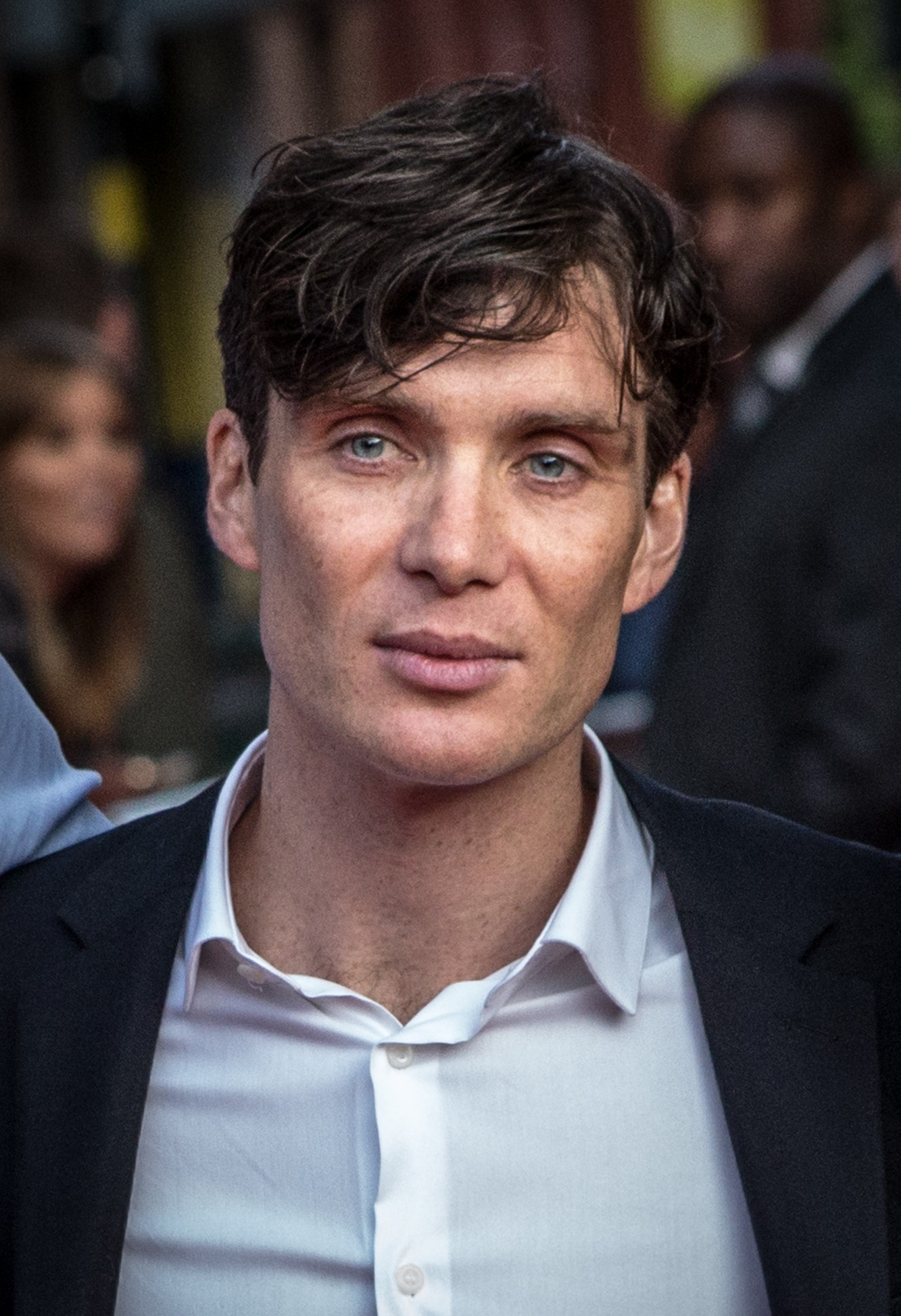
Cillian Murphy na světové premiéře 2. série Peaky Blinders

Thomas Shelby OBE DCM MM MP je fiktivní postava a hlavní hrdina britského dobového kriminálního dramatu Gangy z Birminghamu. Hraje ho Cillian Murphy, který za ztvárnění postavy získal cenu Irish Film & Television Award a National Television Award. Postava získala uznání kritiky.
Postava je představena jako veterán s posttraumatickou stresovou poruchou z první světové války z rodiny s romským původem, jejíž gang Peaky Blinders působí hlavně v Birminghamu. 

## Pozadí
Ačkoli mnoho postav v sérii je založeno na skutečných historických osobnostech, většina je zcela smyšlená. Scenáristou je Steven Knight. Tommy Shelby pochází z romské rodiny se sídlem v Birminghamu. Murphy proto trávil čas s Romy, aby se připravil na roli. Shelby je veteránem z první světové války a v důsledku svých zážitků z války trpí posttraumatickou stresovou poruchou, což je opakujícím se tématem celé série. Shelbyho charakteristický účes se stal po odvysílání seriálu velmi populárním.

## Život před dějem seriálu
Thomas Michael Shelby se narodil v Birminghamu v Anglii kolem roku 1890 do irské kočovné romské rodiny, vyrostl ve čtvrti Small Heath v Birminghamu. Thomas byl druhým z 5 dětí Arthura Shelby Seniora a Marthy Shelby. Chodil ve svých 20 letech s Gretou Jurossi, ženou italského původu, která však zemřela na tuberkulózu. Jeho zkušenosti jako nadrotmistr z první světové války vedly k tomu, že utrpěl PTSD.